# Gorham Airport

i7
i11
i13
Gorham Airport (FAA-Identifier 2G8), auch Gorham Municipal Airport, ist ein Flugplatz in Gorham im Coös County im Norden von New Hampshire, einem der Neuenglandstaaten der USA. Er wurde im September 1961 eröffnet, steht der allgemeinen Luftfahrt offen und befindet sich im Besitz der Town of Gorham. Im New Hampshire State Airport System Plan ist er als Basic Airport eingeordnet, der von den meisten einmotorigen Flugzeugen benutzt werden kann. Von diesem Platz aus werden Gleiterflüge im Bereich der Presidential Range unterstützt.

## Lage
Der Platz ist etwa 6 Hektar groß und liegt in 255 Metern Höhe südwestlich des Androscoggin River in etwa 1,9 Kilometer Entfernung nordwestlich des Zentrums von Gorham. Erschlossen wird der Platz über die US-2 und die New Hampshire State Route NH-16, die hier zusammen verlaufen.

## Anlage
Die Bahn 12/30 ist 862 Meter lang und 18 Meter breit. Die Oberfläche besteht aus Gras, die Bahn ist nicht beleuchtet. Der Betrieb ist ausschließlich im Sichtflug möglich. Es gibt Abstellplätze mit Verankerungen, keine weiteren Versorgungs-, Wartungs- oder Reparaturkapazitäten. Das Betanken von Flugzeugen ist untersagt.

## Flugbewegungen
Zum Zeitpunkt der Erfassung (2017) war der Flugverkehr überwiegend lokal. 500 Flugbewegungen fielen darunter. Dazu kamen 225 Zwischenlandungen sowie 25 Militärflüge (Stand 2021).